# 美山保安宮
24°46′52″N 120°55′18″E / 24.781060°N 120.921620°E
美山保安宮，是位於臺灣新竹市香山區的保生大帝廟，為當地居民信仰中心。

## 歷史沿革
美山保安宮起源於清乾隆二年（1737年），林姓先哲自福建省泉州奉請花桥慈济宫保生大帝金尊來台，落居新竹香山塘（今新竹市香山區美山里），在地居民主要以務農、捕漁維生。此廟最初是用茅草搭蓋而成、規模較小，後由於大帝保佑居民平安、農漁豐收，因此居民研議將茅草屋拆除，改建土角厝。
- 日治時期：
  - 曾在宮內設置要塞司令部、進駐軍隊。
- 民國35年（1946年）：
  - 拆除土角厝並改建磚瓦廟宇。
- 民國62年（1973年）：
  - 遷移現址重建。
- 民國85年（1996年）：
  - 擴建太子樓、鐘鼓樓、拜庭、東西廂房。
- 民國89年（2000年）：
  - 全部竣工。

## 祀神
主祀神佛：
- 保生大帝。

陪祀神佛： 
- 天上聖母、清水祖師、福德正神、觀世音菩薩。

- 太子：
  - 金吒、木吒、哪吒。

- 夫人：
  - 姚夫人、江夫人、朱夫人、錢夫人。

- 王爺、將軍、元帥：
  - 蕭府王爺、廉府王爺、沈府王爺、清府元帥、林府將軍。

## 廟宇景物

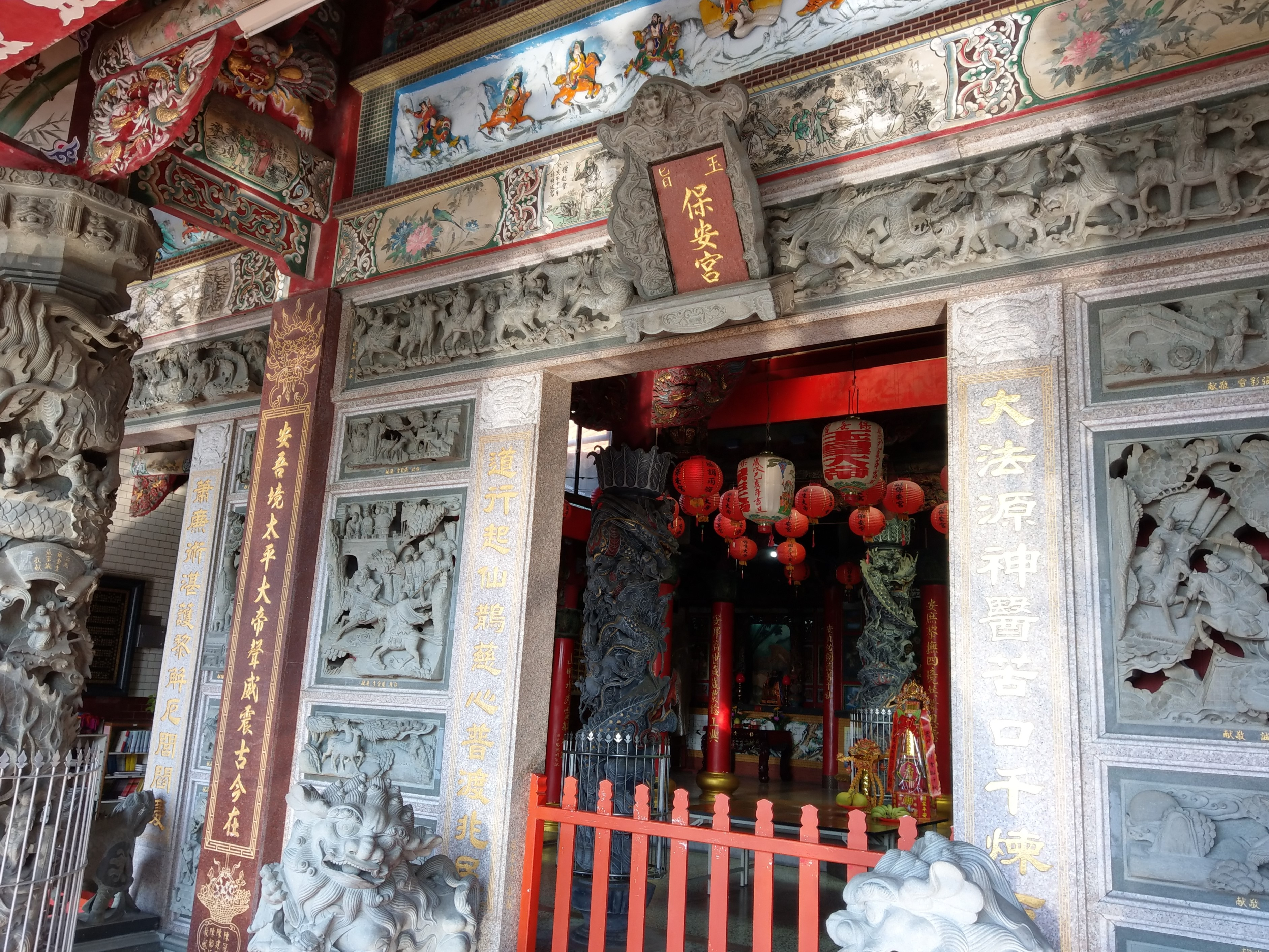
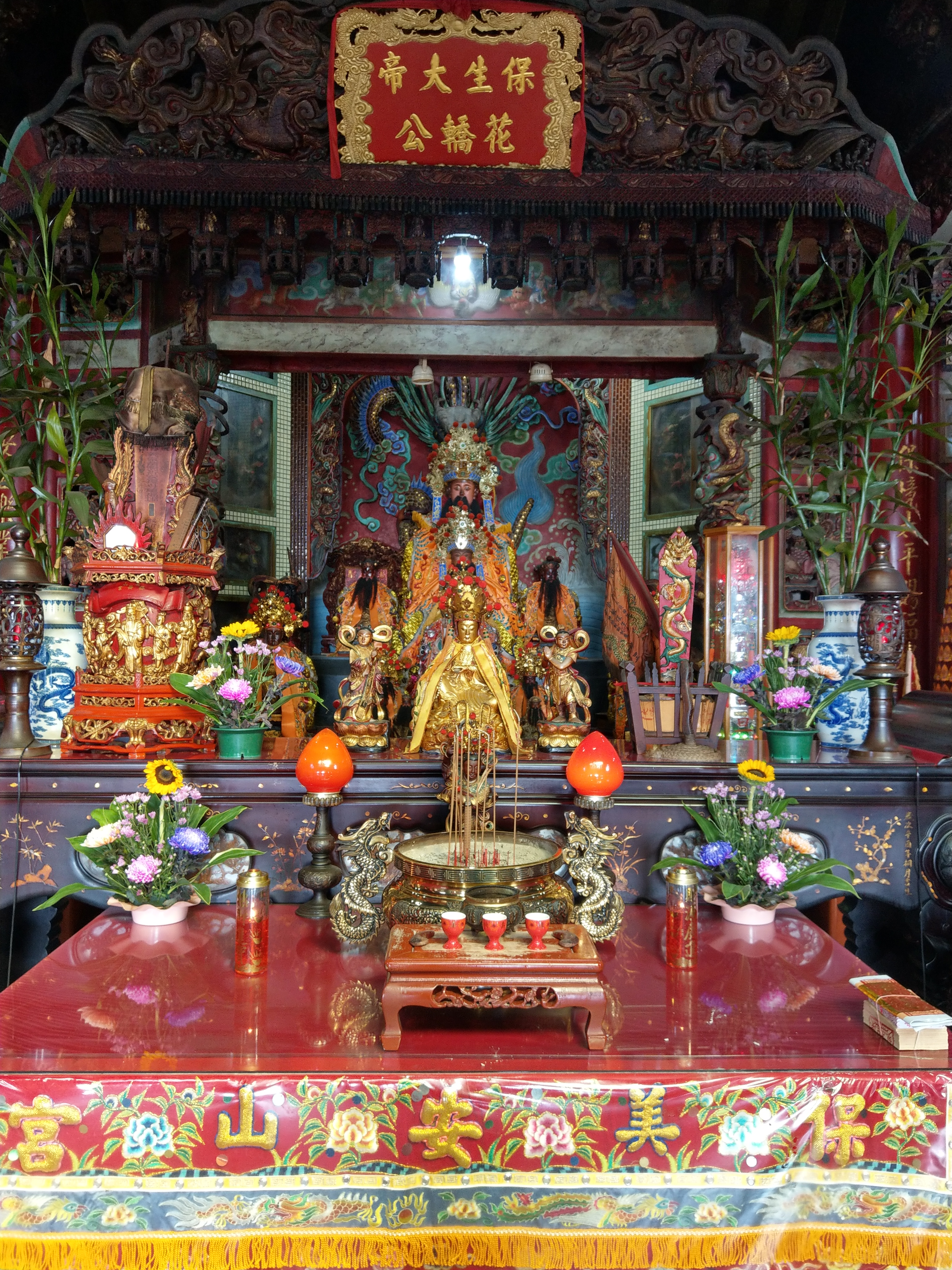
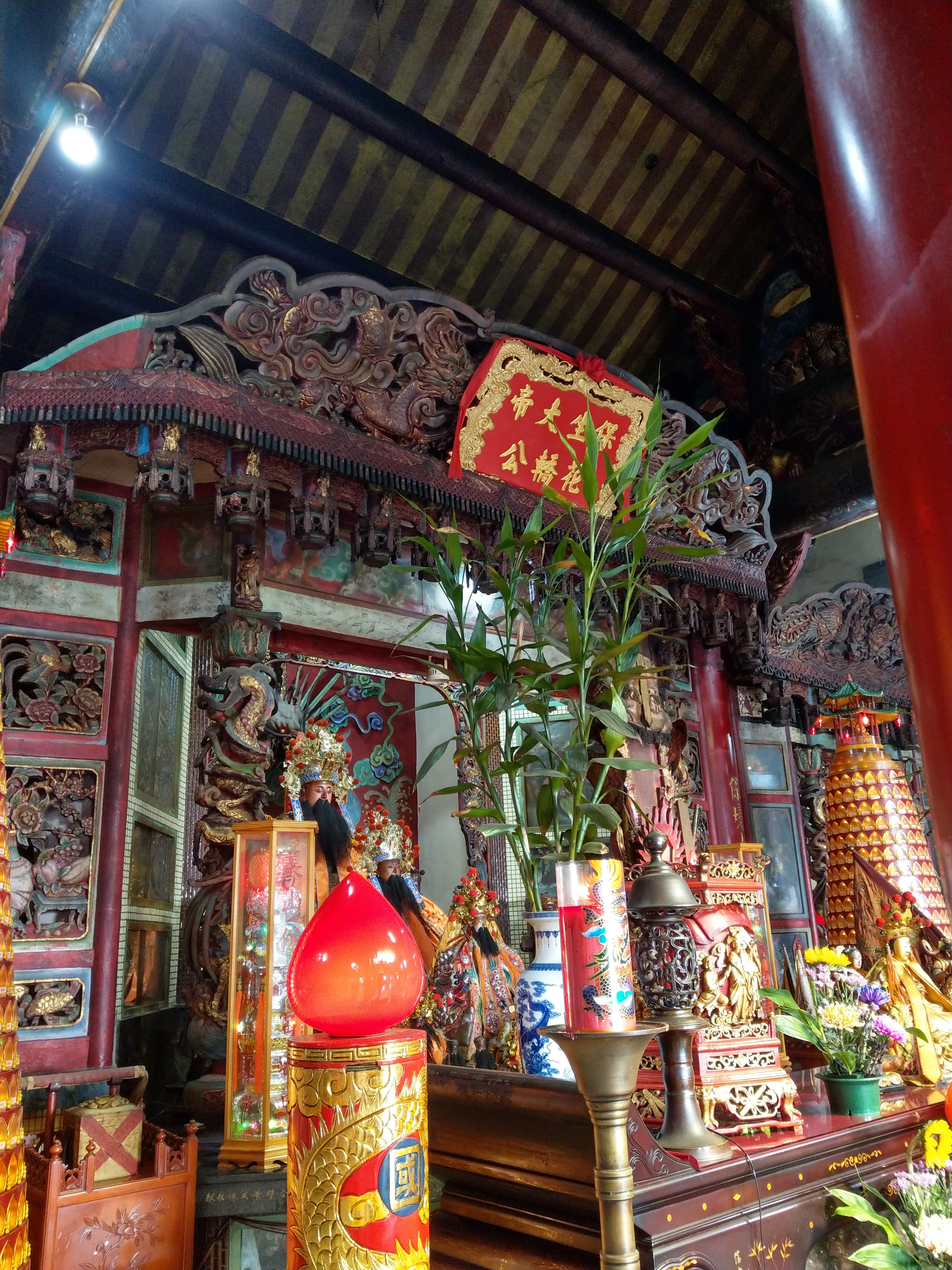
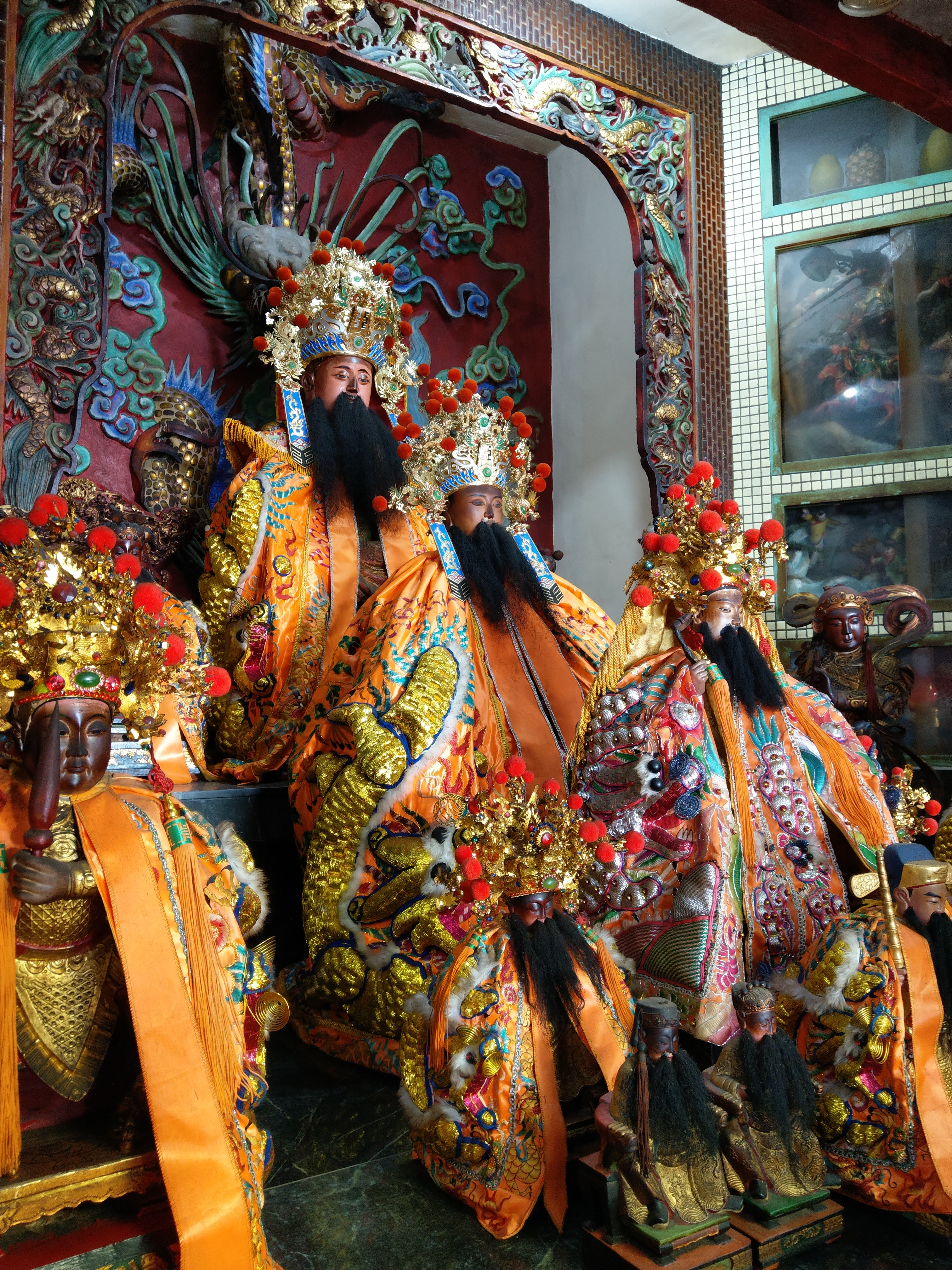
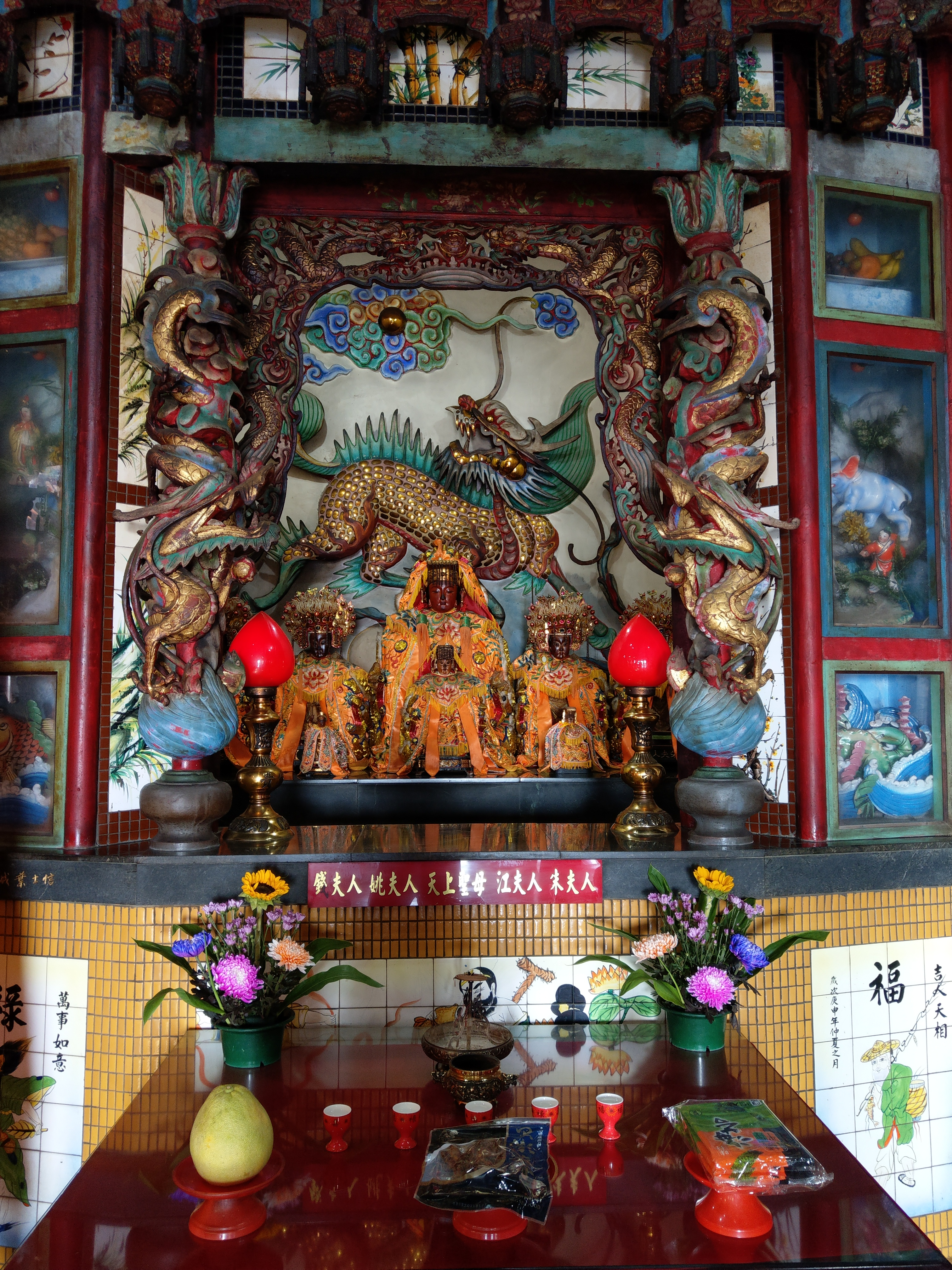
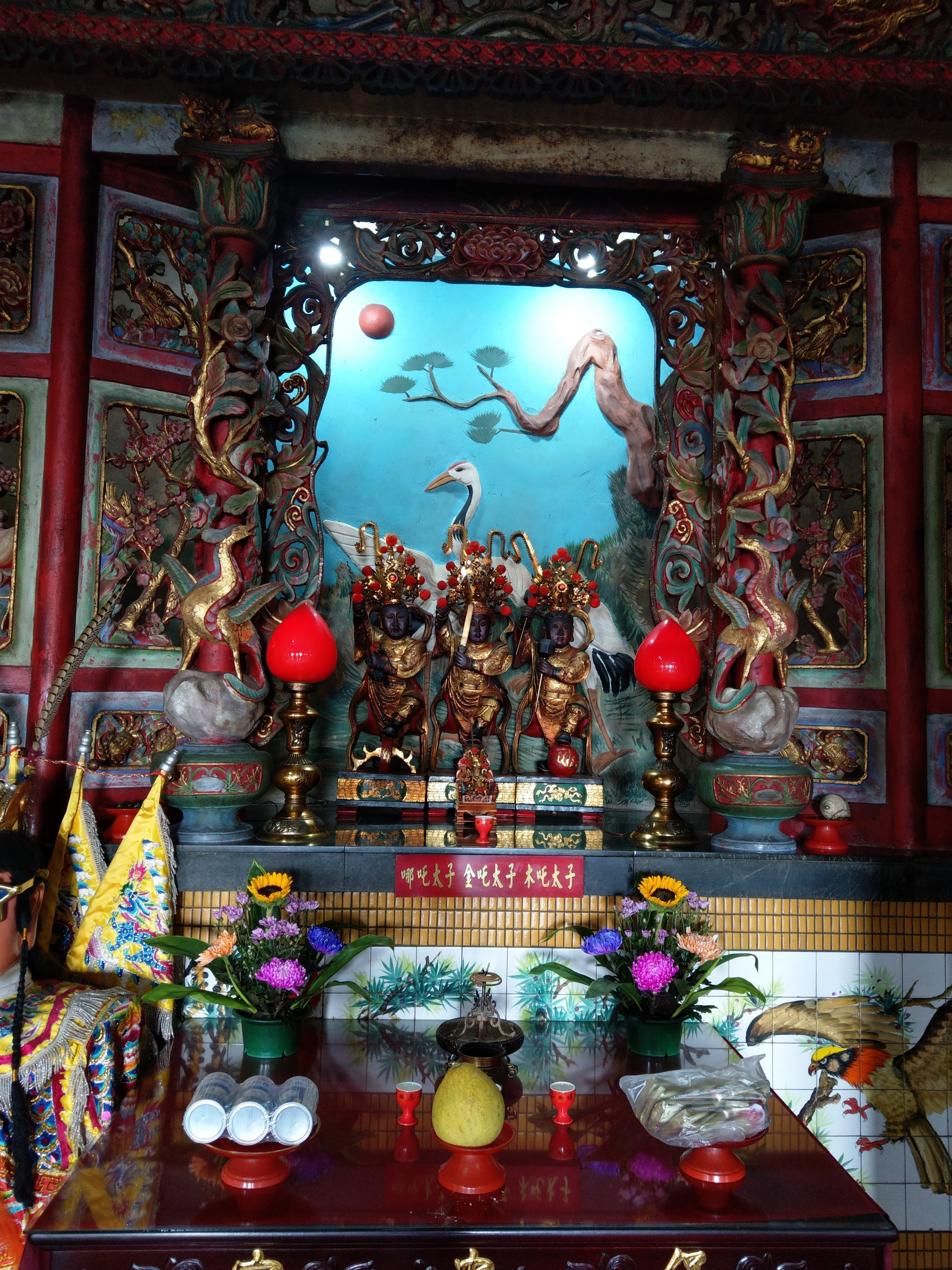
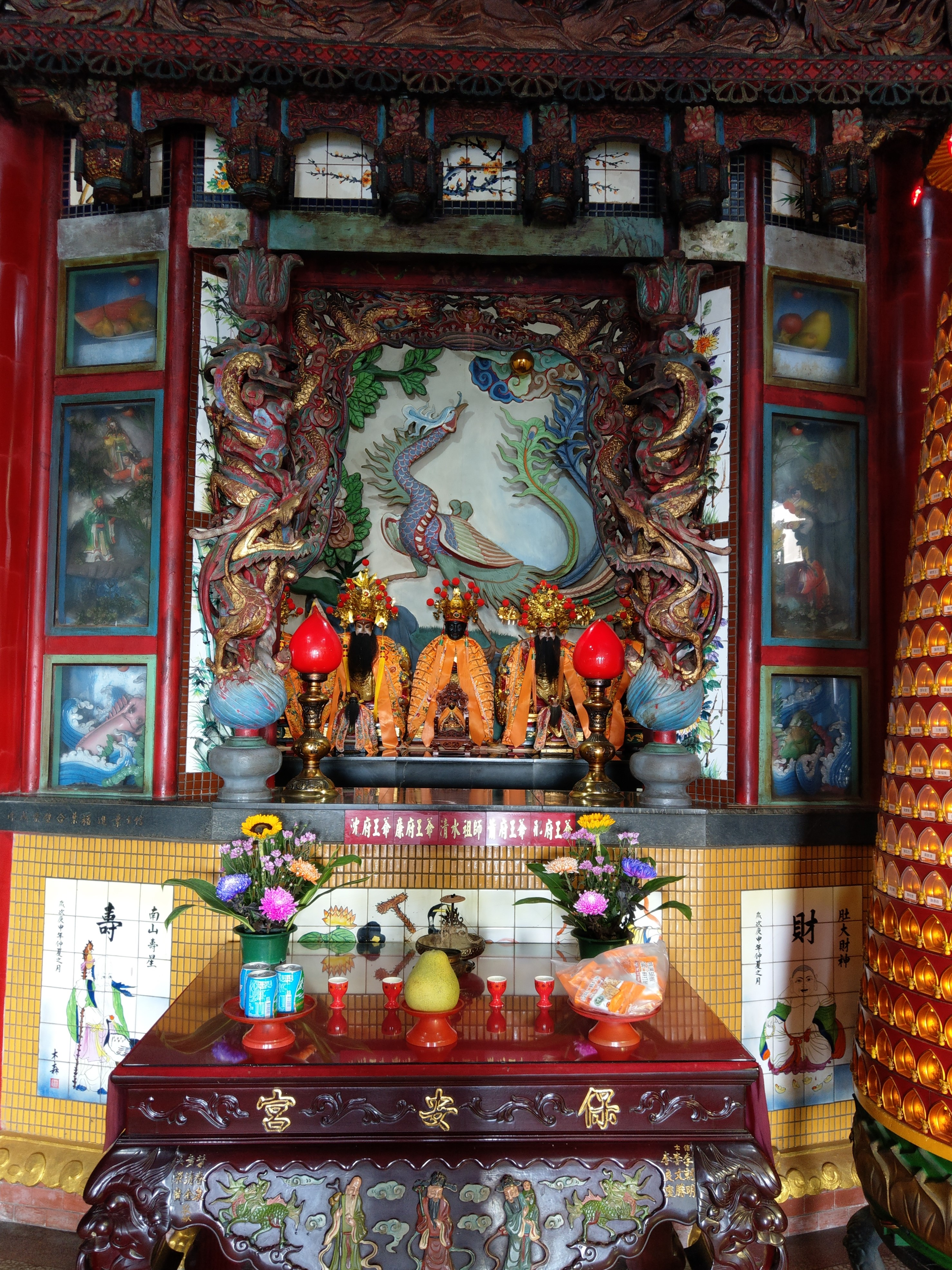
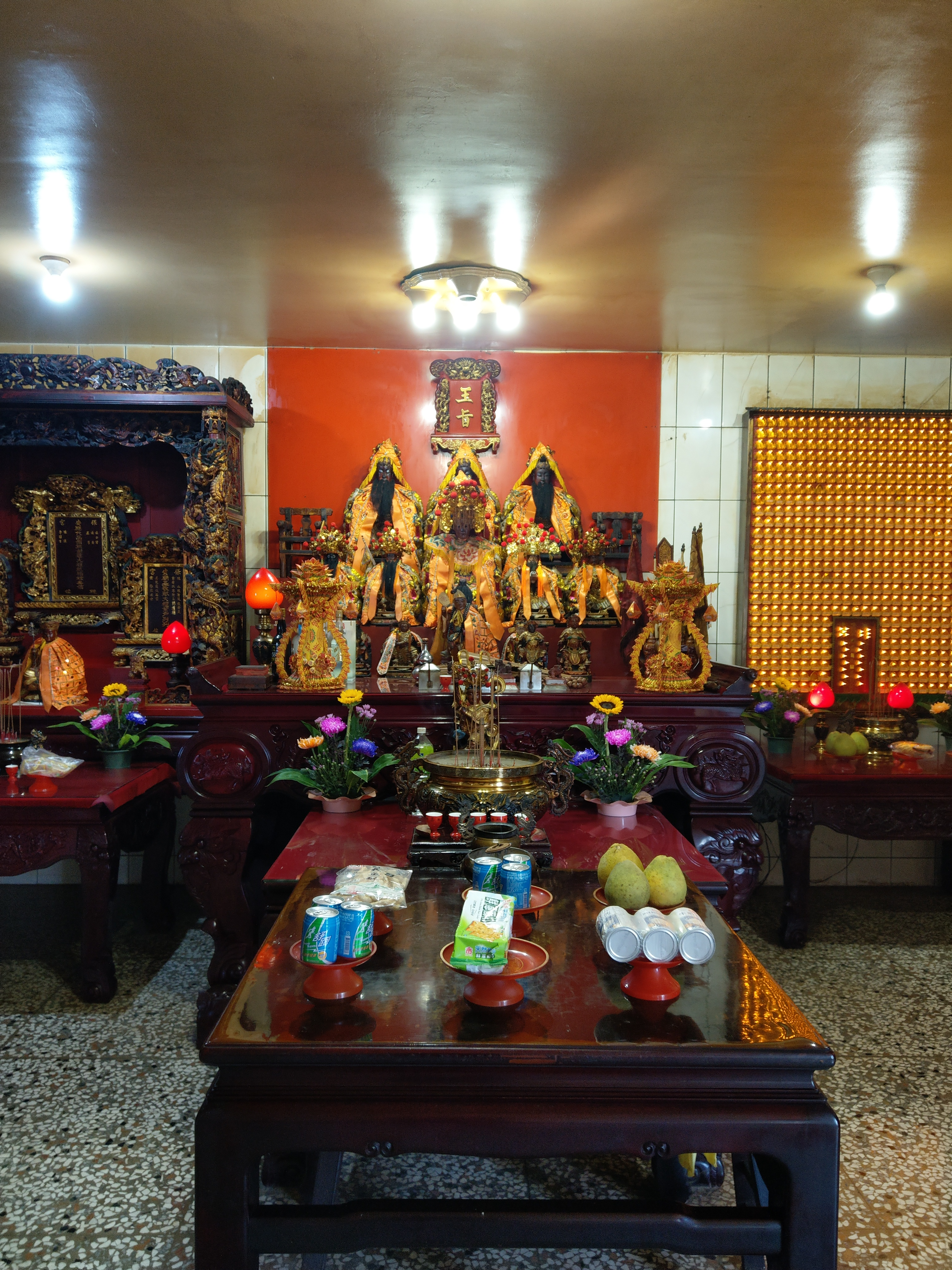
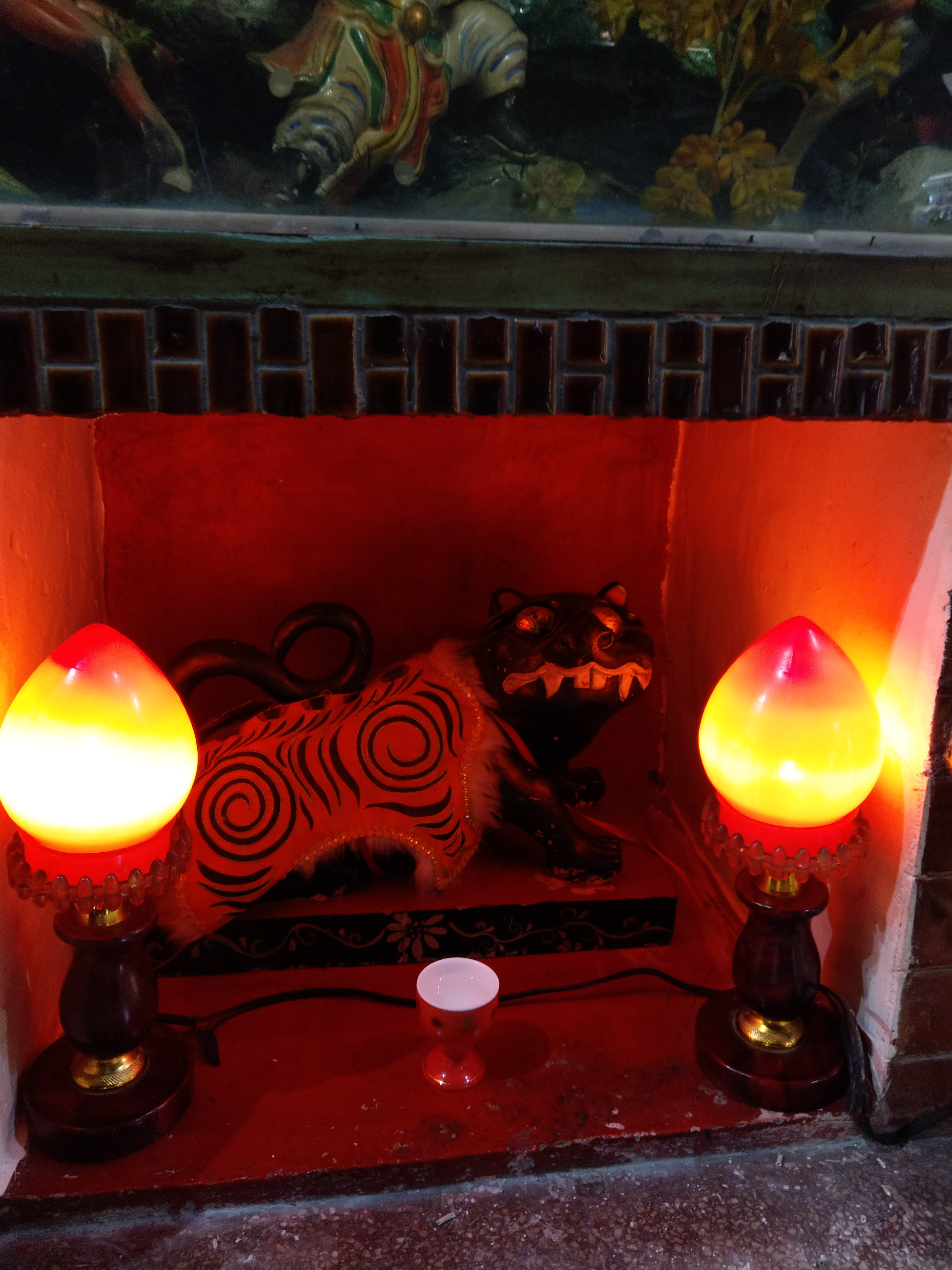

## 周邊景點
- 香山濕地
- 香山濕地賞蟹步道
- 新竹市十九公頃青青草原
- 香山天后宮
- 海山漁港
- 海山漁港護港宮
- 香山車站 (臺灣)
- 香山豎琴橋

## 外部連結
- 美山保安宮facebook （页面存档备份，存于）